# Heinrich von Ofterdingen
Heinrich von Ofterdingen ist ein Fragment gebliebener Roman von Novalis (eigentlich Friedrich von Hardenberg), der im Laufe des Jahres 1800 entstand und erst 1802 postum von Friedrich Schlegel veröffentlicht wurde. Der Titel verweist auf einen sagenhaften, historisch nicht belegten Sänger des 13. Jahrhunderts, der u. a. aus dem Fürstenlob im mittelhochdeutschen Epos Sängerkrieg auf der Wartburg (mhd. Singerkriec ûf Wartburc; entstanden um 1260) bekannt ist. Denselben Stoff behandelte auch E. T. A. Hoffmann im Rahmen seiner Novellensammlung Die Serapionsbrüder in der Erzählung Der Kampf der Sänger aus dem Jahr 1819.
Aufgrund der beruflichen Verpflichtungen Hardenbergs und unter dem Druck seiner Krankheit musste er die Fertigstellung des Romans aufgeben. Vollendet sind der erste Teil (Die Erwartung) und ein Teil des Anfangskapitels des zweiten Teils (Die Erfüllung). Die erste, postum erschienene Ausgabe (Juni 1802) enthielt nur den ersten Teil des Romans. Gegen Ende des Jahres 1802 wurde das Romanfragment erstmals vollständig herausgegeben. Aufgrund zahlreicher, überlieferter Notizen Hardenbergs ist die geplante Fortführung des Romans recht gut nachvollziehbar. Weiterhin aufschlussreich ist ein Bericht Ludwig Tiecks über die Fortsetzung, den dieser aus den persönlichen Gesprächen mit Novalis und aus dessen Briefen und Hinterlassenschaften konstruiert hat. Wie von der romantischen Romanpoetik gefordert, enthält der Heinrich von Ofterdingen zahlreiche Einlagen in Form von Märchen, Träumen, Gesprächen oder Liedern.

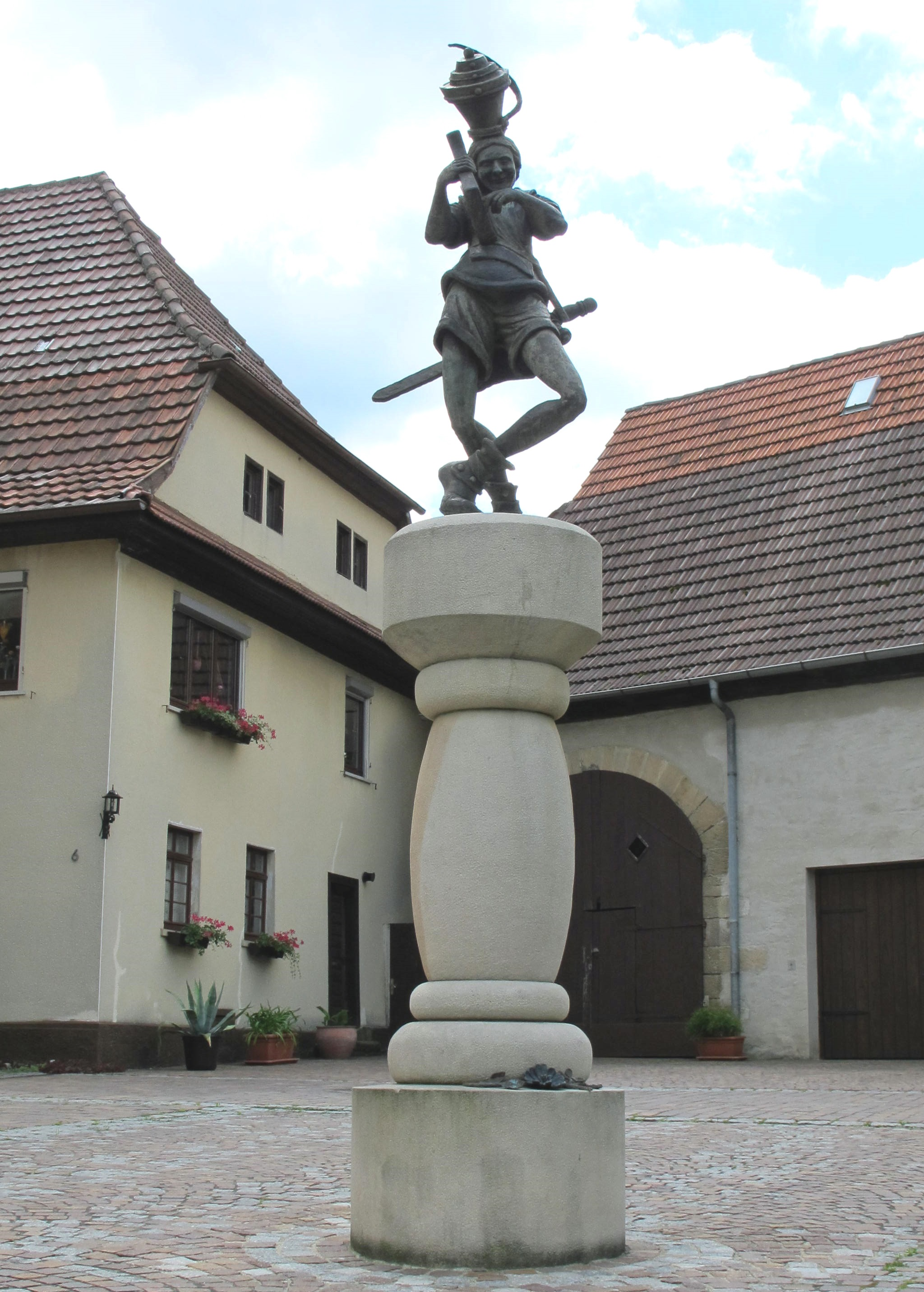
Andreas Futter: Heinrich von Ofterdingen, Bronze, 2008, Ofterdingen

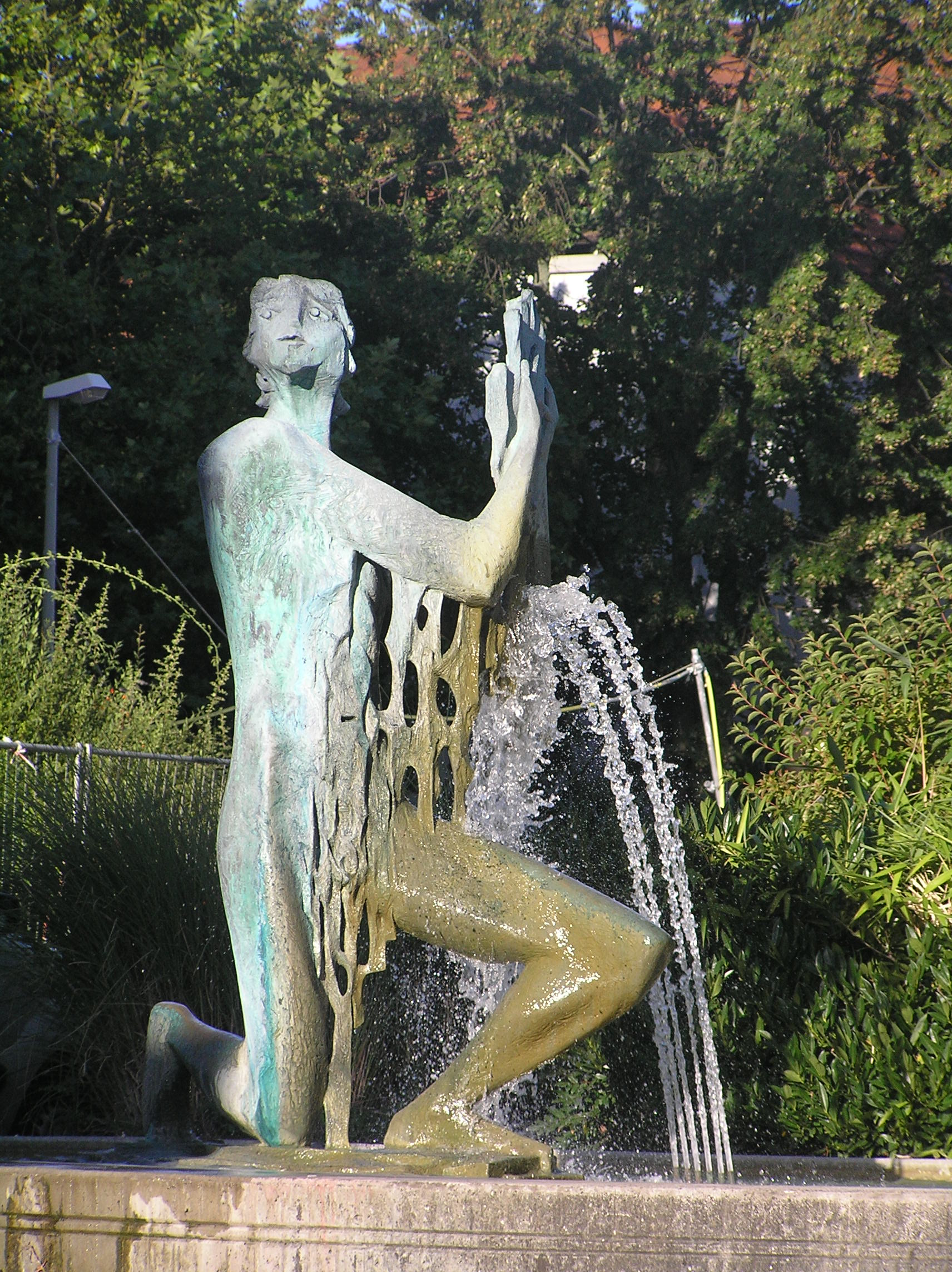
Der Ofterdingen-Brunnen in Kelkheim, gestaltet 1974 von Angelika Wetzel

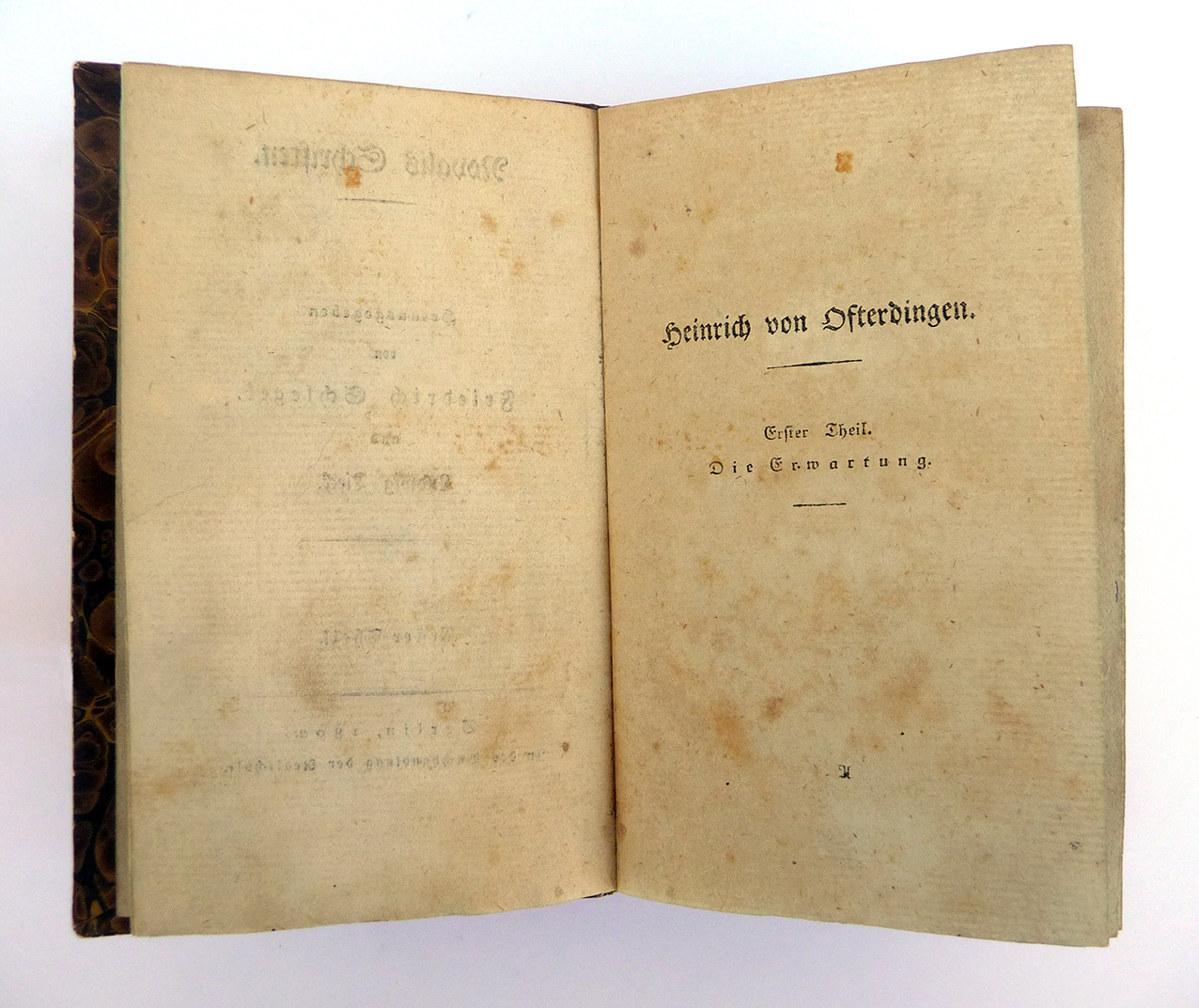
Heinrich von Ofterdingen, Erste Einzelausgabe 1802

Das grundsätzliche Thema des Ofterdingen ist die Poesie im weiteren, romantischen Sinne einer Poesie des Lebens. Novalis selbst bezeichnet den Roman als „Apotheose der Poesie“. Für ihn ist die einzige Darstellungsform der Poesie im weiteren Sinne die Poesie im engeren Sinne, das heißt die Dichtung. Der romantische Grundgedanke, dass Leben und Kunst aufeinander verweisen und sich wechselseitig fordern, ist darin erkennbar. Das Ich ist in unendlichem Fortschreiten begriffen auf dem Weg zu einer höheren, einheitsstiftenden Totalität von Natur und Mensch. Diese Universalität des Poesiebegriffs wird im Ofterdingen mit der Wissenschaft verknüpft. Außerdem wird der Leser zur gedanklichen Selbsttätigkeit aufgefordert, da sich der Gehalt des Textes nicht durch das bloße Lesen erschließt, sondern eine vertiefende Betrachtung erfordert. Das bekannte und für die Romantik sinnbildlich gewordene Symbol der blauen Blume entstammt dem Heinrich von Ofterdingen.

## Heinrich von OfterdingenundWilhelm Meister
Der Heinrich von Ofterdingen ist in vielfacher Hinsicht als direkte Antwort auf Goethes Wilhelm Meister angelegt. Der Text sollte in der gleichen Aufmachung und bei demselben Verlag (Unger, Berlin) erscheinen. Der Ofterdingen ist aber auch inhaltlich ein Zeugnis der Auseinandersetzung mit Goethes Text. Hardenbergs Bewertung des Wilhelm Meister wandelte sich im Laufe der Zeit sehr stark. Er hatte zunächst das Erscheinen des Romans enthusiastisch begrüßt und bewunderte die Poetik dieses Textes. Novalis war begeistert von Goethes Begabung, ganz fremde und uninteressante Gegenstände für die Poesie fruchtbar zu machen, und von der Fähigkeit, Unbedeutendes durch Verknüpfung auf die Ebene der Bedeutsamkeit zu heben. Die Kritik am Meister wuchs jedoch im Laufe der Zeit, und Novalis brach als erster Frühromantiker mit der Verehrung dieses Romans. Er verurteilte schließlich den Meister als undichterisch im höchsten Grade und als ein Kunstprodukt, ein Werk des Verstandes und der Ökonomie, die über die Poesie siege, dass die Poesie sich hierbei selbst ad absurdum führe und nur noch eine Satire auf diese darstelle. Auch was die Wahl seiner Themen anging, sei Goethe nur auf das Diesseitige und Pragmatische beschränkt, und sein Roman sei geradezu prosaisch und modern. Novalis bemängelte, dass der Meister bloß von gewöhnlichen, menschlichen Dingen handele und dass die Natur und das Mystische völlig fehlten. Somit bewertete er diesen Roman als poetisierte, bürgerliche Geschichte.
Mit seinem eigenen Roman wollte Novalis den Goethes übertreffen. Gegenüber dem Wilhelm Meister wollte er alles in Poesie auflösen, und der Roman sollte allmählich ins Märchen übergehen. Deshalb sind gewisse Ähnlichkeiten zwischen den beiden Texten nicht von der Hand zu weisen, denn auch der Ofterdingen trägt Züge eines Bildungsromans. Sowohl Heinrich als auch Meister begegnen jeweils gewissen Erziehergestalten; jedoch sammelt Meister seine Erfahrungen eher in der äußeren Welt, während Heinrich das verborgene Innere der Welt kennen lernt, in einem verstehend-entschlüsselnden Verfahren. Außerdem wird im Ofterdingen keine Bildung eines Individuums dargelegt, sondern ein auf den höheren Gesamtzusammenhang angelegter Übergangsprozess in das goldene Zeitalter. Die Individual- und Sozialutopie wird somit erweitert zu einer Universalutopie nach der Vorstellung der Frühromantiker. So ist auch zu erklären, dass Novalis nicht von „Lehrjahren“, sondern von „Übergangsjahren“ spricht.

## Poetik und Stil
In Bezug auf den Stil hat sich Novalis den Wechsel von Gespräch und Handlung aus Goethes Wilhelm Meister zu eigen gemacht. Dadurch erzeugte er einen besonderen Rhythmus seines Romans. Die relative Handlungs- und Spannungsarmut lässt sich mit diesem gewünschten Rhythmus erklären, denn Novalis wollte einen besonders ruhigen Stil. Er bricht also bewusst mit den realistisch-psychologischen Erzählkonventionen, das heißt, der kausal-pragmatische Handlungsnexus spielt eine untergeordnete Rolle. Vielmehr möchte Novalis eine Melodie im Stil erzeugen, so dass der Text ein fließendes Ganzes wird. Die Akzente im Roman folgen nicht dramaturgischen Gesichtspunkten, sondern Gesichtspunkten einer dichterischen ,Melodik‘. Der Roman ist also nicht auf bloßes Verstehen ausgelegt, eher soll der Stil den gedanklichen Gehalt der ruhigen Auflösung, Verschmelzung und Neuentstehung symbolisieren. Diese Ruhe zeigt sich auch in der Wahl wenig anschaulicher und relativ abgegriffener Adjektive (z. B. schön).
Es liegt Novalis auch nicht viel an der Ausgestaltung markanter, schlüssiger Charaktere. Die Figuren sind vielmehr Variationsreihen, die viele Verweise aufeinander haben (beispielsweise Zulima–Mathilde–Zyane). Er sieht die Menschen als Variationen eines umfassenderen Wesens.
Außerdem ist die Abgeschlossenheit der Abschnitte auffällig: Jeder könnte für sich alleine stehen. Die Teile sind Repräsentanten des großen Ganzen; sie verweisen auf das Ganze der Natur.

## Inhalt und Struktur

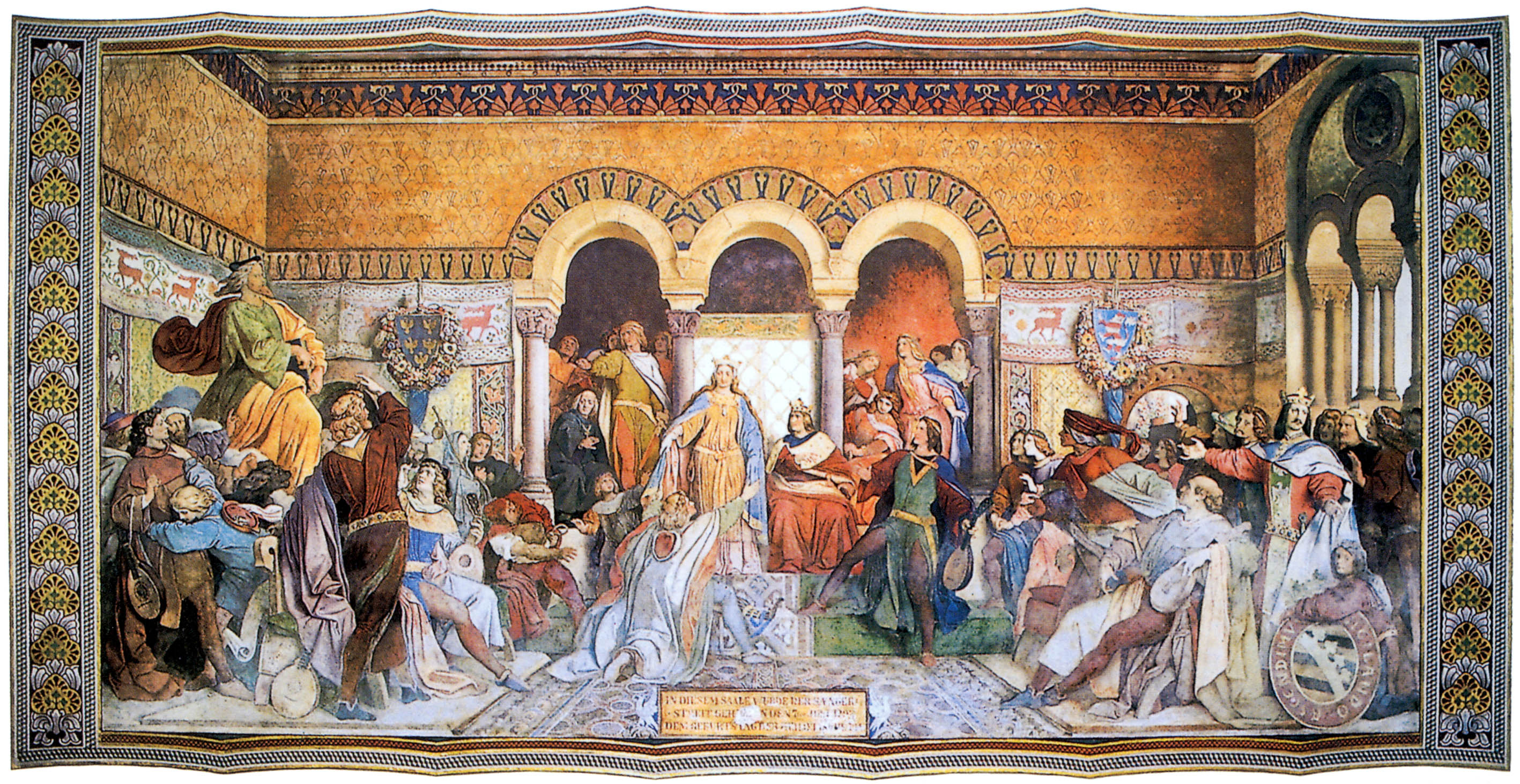
Moritz von Schwind: Der Sängerkrieg, Fresko auf der Wartburg, 1854

Die Figur Heinrich von Ofterdingen wurde von den Gelehrten um 1800 nicht als fiktiv, sondern als historisch verbürgter mittelalterlicher Dichter gesehen. Er wird verknüpft mit dem sagenhaften Sängerkrieg auf der Wartburg, an dem neben ihm auch Walther von der Vogelweide, Wolfram von Eschenbach und andere teilgenommen haben sollen. Oftmals wird auch Klingsohr als Teilnehmer an diesem Wettstreit genannt. Novalis wählt jedoch nicht nur eine mittelalterliche Figur als Hauptfigur seines Romans, sondern verlegt auch die Handlung zurück in das Mittelalter. Das Mittelalter wurde von Novalis – hier zeigt sich ein deutlicher Gegensatz zur Aufklärung – nicht als dunkles Zeitalter gesehen, sondern als eine die Poesie beheimatende Epoche. Somit wählt er das Mittelalter als ein positives, poetisches Gegenbild zu seiner eigenen Zeit, die er als prosaisch und utilitaristisch empfindet. Das Mittelalter darf jedoch nicht mit dem goldenen Zeitalter gleichgesetzt werden, vielmehr ist es als Übergangszeit zu sehen. Im Roman sollte Heinrich das goldene Zeitalter einläuten; es wird folglich die Schwelle zum goldenen Zeitalter gezeigt.
Äußerlich ist der Roman in zwei große Abschnitte eingeteilt. Der erste Abschnitt Die Erwartung besteht aus neun Kapiteln. Vom zweiten Abschnitt Die Erfüllung ist nur das erste Kapitel mit dem Titel Das Kloster, oder der Vorhof abgeschlossen. In dieser Zweiteilung kann man eine Analogie zur Zweiteilung in der Bibel sehen, denn aus den Notizen Hardenbergs geht hervor, dass die Figuren und Motive des ersten Teils, im zweiten Teil in variierter Form wieder auftreten sollten.

### Die Erwartung
Die Erwartung beschreibt die Erfahrungen Heinrichs, die ihn zum Dichter reifen lassen. Heinrich wächst im thüringischen Eisenach als Sohn bürgerlicher Eltern auf. Man erfährt im ersten Kapitel, dass vor dem Beginn des Romans ein fremder Reisender dem zwanzigjährigen Heinrich von geheimnisvollen Fernen, wunderbaren Schätzen und von einer Wunderblume erzählt hat. Der Roman beginnt mit der Beschreibung eines Traums Heinrichs. Er träumt dies in der Johannisnacht, der Nacht der Sommersonnenwende, in der nach dem Volksaberglauben ein Blick in die Zukunft möglich ist. Der Traum besteht aus verschiedenen Phasen und spiegelt schon das Geschehen des Romans wider. In diesem Traum sieht Heinrich die „blaue Blume“, ein Symbol der Sehnsucht und des Erkennens. Die Blume verwandelt sich zu einem Mädchengesicht, das, wie sich in den folgenden Kapiteln herausstellt, Mathilde, seine spätere Geliebte und Ehefrau, ist. Der Traum stellt eine Art Initiation in die Poesie dar. Als Heinrich aufwacht, ist er sehr melancholisch gestimmt. Um die Melancholie zu vertreiben, machen seine Mutter und er eine Reise nach Augsburg, um Heinrichs Großvater mütterlicherseits zu besuchen. Begleitet werden sie von einigen befreundeten Kaufleuten.
Die folgenden Kapitel stellen nun die unterschiedlichen Erfahrungen Heinrichs mit den verschiedensten Bereichen der Welt dar. Durch diese Reise soll sich erst die Vielfalt der Welt für Heinrich eröffnen und dazu beitragen, seinen Geist für die Poesie zu öffnen.
Die Welt des Handels wird ihm durch die Kaufleute in ihrer Begleitung eröffnet. Durch sie erfährt Heinrich auch die erste Begegnung mit der Poesie. Die Kaufleute erzählen ihm im zweiten Kapitel von der Sage des Sängers Arion, die zugleich eine Absage an die Habgier und die Welt des Besitzes ist. Im folgenden Kapitel wird ein Märchen über das sagenhafte Reich Atlantis erzählt. In diesem sucht ein alter König für seine geliebte Tochter einen passenden Ehemann und gleichzeitig seinen Nachfolger. Jedoch fühlt er sich, aufgrund seiner würdigen Herkunft, über die gewöhnliche Bevölkerung erhaben und kann daher keinen geeigneten Mann finden. Die Prinzessin, ein Symbol der Poesie, verliebt sich im Laufe der Geschichte in einen im Wald lebenden Jüngling, der die Natur symbolisiert. Am Ende heiraten beide und somit findet die Verbindung von Natur und Poesie statt.
Im weiteren Verlauf der Reise lernt Heinrich bei einem Kriegsmann die Welt der Kreuzzüge kennen und ist begeistert von deren Idee. Noch im selben Kapitel erfährt Heinrich jedoch durch das arabische Mädchen Zulima, die Gefangene im Schloss des Ritters ist, von der wahren Ausführung der Kreuzzüge und von der poetischen Welt des Orients. Weiterhin lernt Heinrich durch die Erzählungen eines böhmischen Bergmanns die Welt des Bergbaus kennen. Dieser betont den ideellen Wert des Bergbaus und ordnet ihm die wirtschaftliche Seite unter. Mit diesem Bergmann unternimmt Heinrich auch eine Reise in ein Stollensystem. Dort wohnt der Graf von Hohenzollern als Einsiedler. Durch ihn und seine Bücher erfährt Heinrich von der Geschichte und der Geschichtsschreibung. Außerdem findet er dort eine Chronik, die in provenzalischer Sprache geschrieben ist. Heinrich erkennt, dass diese Chronik seine Lebensgeschichte enthält, auch die Zukunft. Er kann jedoch den Text nicht lesen, sondern nur die Bilder erkennen, allerdings nicht die Bilder auf den letzten Seiten. Es zeigt sich hier, dass Heinrich erst auf der Stufe der Anschauung steht und noch nicht auf der Ebene des Begreifens. Diese kann er nur durch das Erlebnis verschiedener Erfahrungen erreichen.
Nach einer langen Reise kommen Heinrich und seine Mutter schließlich bei Schwaning, dem Großvater Heinrichs, in Augsburg an. Auf einem Fest, das Schwaning veranstaltet, lernt Heinrich den Dichter Klingsohr und dessen Tochter Mathilde kennen (Kap. 6). Klingsohr öffnet ihm die Welt der Poesie und willigt ein, Heinrich als Schüler anzunehmen. Die metaphysische Macht der Liebe, die für die Erlösung der Welt und den Übergang ins goldene Zeitalter grundlegend ist, wird ihm schließlich durch Mathilde offenbart. Mathilde und Heinrich verlieben sich ineinander und heiraten. Heinrich hat nun den wichtigsten Bereich der Poesie kennengelernt. Er erkennt, dass das Mädchen im Traum Mathilde war, und weiß aus diesem Traum, dass er sie zunächst verlieren, aber danach für immer gewinnen wird.

### Klingsohrs Märchen
Den Abschluss des ersten Teils des Ofterdingen bildet ein von Klingsohr erzähltes Märchen (Kap. 9). Es handelt sich hierbei um ein allegorisches Märchen, dessen Stil, Figuren und Handlung zum Teil an Goethes „Märchen“ (1795, in Unterhaltungen deutscher Ausgewanderten) erinnern. Die Bedeutung der Figuren wird jedoch im Verlauf der Erzählung bis zur Paradoxie umgeformt. Hardenbergs Märchen, eine Beziehungs- und Reifungsgeschichte, zeigt die Utopie der Welterlösung durch Poesie und Liebe. Die Befreiung der Welt zum goldenen Zeitalter wird dargestellt. Klingsohrs Märchen ist gewissermaßen eine Vorwegnahme des geplanten Romanendes und enthält den gesamten Roman in komprimierter Form. Es spielt auf drei Ebenen, der Astralwelt, der Menschenwelt und der Unterwelt, die am Ende des Textes allesamt verwoben sind. Das Märchen kann jedoch nicht bis zum letzten Detail entschlüsselt werden, da die Bedeutungen sich überlagern und teils ineinander fließen.
Das Astralreich Arcturs ist in Eis erstarrt und seine Tochter Freya (Friede) liegt in einem tiefen Schlaf. Dieser Zustand dauert an, seit Eisen (Krieg) sein Schwert in die Welt geworfen hat und Sophie (Weisheit) zu den Menschen hinabgestiegen ist. Mutter (Herz) und Vater (Sinn) haben den Jungen Eros (Liebe) gezeugt. Dessen Halbschwester Fabel (Poesie) entstammt einem Verhältnis des Vaters mit der Amme Ginnistan (Phantasie). Ginnistan reist mit Eros zum Mond, ihrem Vater, und verführt ihn in Gestalt seiner Mutter. Währenddessen reißt der Schreiber (die Aufklärung, der nüchterne Verstand) die Herrschaft an sich. Er verbrennt die Mutter auf dem Scheiterhaufen. Fabel flieht in die Unterwelt und überlistet dort die Parzen, die die Schicksalsfäden spinnen und durchschneiden. Sophie löst die Asche der Mutter in ihrer Wasserschale auf und gibt allen davon zu trinken. Dies löst eine unbeschreibliche Freude aus und die Mutter ist dadurch ständig gegenwärtig. Fabel bricht letztendlich den Bann und bringt das Eis zum Schmelzen. Am Ende heiratet Arctur Sophie, der Vater heiratet Ginnistan und Eros heiratet die erwachte Freya. Eros und Freya beherrschen das nun anbrechende goldene Zeitalter.

### Die Erfüllung und Ausblick auf die Fortsetzung
Das Märchen ist bereits an seinem Ende, dem goldenen Zeitalter angekommen, der Roman jedoch noch nicht. Eröffnet wird der zweite Teil mit einem Prolog der Astralis, eines geheimnisvollen Wesens, das aus der ersten Umarmung Heinrichs und Mathildes entstanden ist. Wie der Traum angekündigt hat, ist Mathilde gestorben (sie ist im Fluss ertrunken), und verzweifelt verlässt Heinrich Augsburg. Es können hier autobiographische Parallelen gesehen werden. Heinrich hört die Stimme der Toten und begegnet dem armen Hirtenmädchen Zyane, der Tochter des Grafen von Hohenzollern. Sie führt Heinrich zu einem alten Einsiedler und Arzt namens Sylvester. Dieser erzählt Heinrich von der Sprache der Natur in Blumen und Pflanzen und berichtet vom goldenen Zeitalter. Danach bricht der Roman ab.
Über die geplante Fortsetzung liegt keine letzte Gewissheit vor, da die Notizen und der Bericht Tiecks teilweise widersprüchlich sind. Anscheinend sollte der zweite Teil aus sieben Kapiteln bestehen. In diesen sollte Heinrich alle Zeiten und Räume durchwandern. Das Märchenhafte sollte immer mehr durchbrechen und eine Verbindung von Traum und Realität war geplant. Die Figuren sollten wiederkehren und verschmelzen.
Heinrich sollte zunächst ein Kloster besuchen und danach in der Schweiz und in Italien in Händel verstrickt werden. Er sollte Feldherr werden und die Welt der Mythologie kennenlernen. Nach seiner Rückkehr nach Deutschland sollte er mit dem Kaiser Gespräche über Regierung und Kaisertum führen und an einer allegorischen Festszene teilnehmen, die als Thema die Verherrlichung der Poesie haben sollte. Der Sängerkrieg auf der Wartburg sollte über Natur- und Kunstpoesie stattfinden. Der Schluss ist der Übergang aus der wirklichen Welt in die geheime Welt. Heinrich pflückt schließlich die blaue Blume und sollte zahlreiche Verwandlungen durchmachen, die alle Naturbereiche umfassen sollten (Stein, Blume, Tier, Stern und zurück zum Menschen). Das Ende sollte eine große Vereinigung sein. Die Menschen werden poetisiert und die neue goldene Zeit sollte anbrechen. Im Fortschreiten der Handlung sollte auch gleichzeitig die Vergangenheit allmählich enthüllt werden, so dass am Ende die Zeit aufgehoben wäre. In diesem goldenen Zeitalter wären die Pole des Männlichen und des Weiblichen vereinigt durch die Liebe. Dieser Endzustand sollte jedoch nicht statisch sein, sondern die Schöpfung sollte sich ewig erneuern.

## Schlussbetrachtung
Der Heinrich von Ofterdingen kann als Beitrag zur Universalpoesie der Frühromantiker gesehen werden. Der Roman möchte das Leben und die Welt in ihrer ganzen Vielfalt und in ihrer räumlichen, zeitlichen und seelischen Dimension darstellen. Im goldenen Zeitalter sollte schließlich eins in Allem und alles in Einem sein. Novalis wollte durch die Poesie eine bessere Welt darstellen und herstellen. Dem triadischen Modell entsprechend, wird das Mittelalter als Übergangszeit verstanden. Daraus soll ein neues, goldenes Zeitalter heraufgeführt werden, eine Wiederherstellung des Urzustandes auf einem höheren Niveau. An den alten, glücklichen Urzustand wird in den eingelegten Märchen und Gesprächen erinnert.
Um diese Veränderung durch Poesie erreichen zu können, ist die Kooperation und die gedankliche Tätigkeit des Lesers unabdingbar. Heinrich verkörpert zu Beginn des Romans den idealen Rezipienten für den „Ofterdingen“. Er ist völlig ergriffen von den Erzählungen des alten, fremden Mannes und kann an nichts anderes mehr denken als an dessen Berichte; so soll auch der Leser des „Ofterdingen“ sein. Diese Ergriffenheit setzt jedoch Bereitschaft voraus und die Sehnsucht nach einer höheren, besseren Welt. Es muss eine Unzufriedenheit mit dem Gegebenen vorliegen, damit das Streben nach dem goldenen Zeitalter im Leser entsteht.

## Ausgaben
Für eine Übersicht über die verschiedenen Ausgaben siehe den Eintrag Novalis und die Internationale Novalis-Bibliographie (URL siehe Weblinks).

## Bühne
Friedrich Lienhard schrieb das gleichnamige Bühnenstück, das am 26. Oktober 1903 im Hoftheater Weimar uraufgeführt wurde.

## Sekundärliteratur
- Konrad Burdach: Heinrich von Ofterdingen. In: Allgemeine Deutsche Biographie (ADB). Band 24, Duncker & Humblot, Leipzig 1887, S. 173–176.
- Karl Zimmermann: Heinrich von Ofterdingen. Ein Minnesänger aus der Eifel? In: Eifel-Kalender von 1939, S. 94–96.
- Manfred Engel: Der Roman der Goethezeit. Band 1: Anfänge in Klassik und Frühromantik: Transzendentale Geschichten. Metzler, Stuttgart/Weimar 1993, S. 444–497.
- Hans-Horst Hensche: Heinrich von Ofterdingen. In: Walter Jens [Hrsg.]: Kindlers neues Literatur Lexikon. Kindler, München 1988–1992.
- Hermann Kurzke: Novalis. Beck, München 1988.
- Heinz Ritter-Schaumburg: Die Entstehung des Heinrich von Ofterdingen. In: Euphorion 55, C. Winter, Heidelberg 1961, S. 163–195.
- Herbert Uerlings: Friedrich von Hardenberg, genannt Novalis. Werk und Forschung. Metzler, Stuttgart 1991.
- Herbert Uerlings: Novalis. Reclam, Stuttgart 1998.
- Georg Dattenböck: Heinrich von Hag/Ofterdingen. Verfasser des Nibelungenliedes! Bautz, Nordhausen 2011, ISBN 978-3-88309-640-7.
- Sophia Vietor: Astralis von Novalis. Handschrift – Text – Werk. Königshausen & Neumann, Würzburg 2001, ISBN 3-8260-1895-8.
- Alexander Knopf: Begeisterung der Sprache. Friedrich von Hardenberg (Novalis): Heinrich von Afterdingen. Textkritische Edition und Interpretation. Stroemfeld, Frankfurt/Main, Basel 2015, ISBN 978-3866002463.